# Александар Бородин
Александар Порфирјевич Бородин (12. новембар 1833 — Санкт Петербург, 27. фебруар 1887) био је руски романтичарски композитор грузинско-руског порекла, као и лекар и хемичар. Био је један од истакнутих композитора 19. века познатих као „Велика петорка“, група која је посвећена производњи јединствене руске врсте класичне музике, која не имитира раније западноевропске моделе. Бородин је најбоље познат по његовим симфонијама, његова два гудачка квартета, и симфонијској поеми У степама Централне Азије и његовој опери Кнез Игор. Музика из Кнеза Игора и његови гудачки квартети су касније адаптирани за УС мјузикал Кисмет.
Доктор и хемичар по професији, Бородин је направио значајне ране доприносе пољу органске хемије. Иако је у данашње време боље познат као композитор, за живота је медицину и науку сматрао својим примарним занимањима, само се бавећи музиком и композицијом у слободно време или када је био болестан. Као хемичар, Бородин је најбоље познат по његовом раду ан органској синтези. Он је био међу првим хемичарима који су демонстрирали нуклеофилну супституцију, а био је и кооткривач алдолне реакције. Бородин је био промотор образовања у Русији и основао Медицински факултет за жене у Санкт Петербургу, где је предавао до 1885. године.

## Живот и дела

### Биографија
Александар Бородин је био ванбрачни син грузијског кнеза Луке Степановича Гедианова (1772—1840) и његове 24-годишње метресе Авдотије Константиновне Антонове. Пошто је кнез био ожењен, дете је регистровано као син његовог слуге Порфирија Бородина. Кратко пре смрти, Лука је признао свог ванбрачног сина.
Бородин је одрастао уз мајку у Санкт Петербургу. Био је талентован за језике, свирао је клавир, флауту, и виолончело.
Године 1863, оженио се Јекатерином Протопоповом, бриљантном младом пијанисткињом. Упознали су се и верили на путовању у Немачкој. Имали су три ћерке.
Умро је од срчаног инфаркта 1887.

### Бородин као научник
Бородин је почео своје образовање 1850. на Војној академији за медицину и хирургију у Санкт Петербургу, где се открила његова склоност ка експерименталној хемији. Доктор медицине постао је 1858. У својој докторској тези бавио се токсикологијом фосфорне и арсеникове киселине. После се усавршавао у западној Европи, и 1862. постао професор на академији у Санкт Петербургу. Као хемичар, проучавао је реакције у органској хемији и хемијске везе. Значајни су његови радови о синтези флуора са органским једињењима, полимеризације и кондензације алдехида, као и откриће алдолне реакције 1872. Неке од хемијских реакција добиле су његово име.
Бородин је у својој професији стекао велико поштовање, а посебно се истакао по раду на алдехидима. Између 1859. и 1862. Бородин је имао постдокторску позицију на Универзитету у Хајделбергу. Радио је у лабораторији Емила Ерленмајера изучавајући деривате бензена. Такође је провео време у Пизи, радећи на халоугљеницима. Један експеримент објављен током 1862. описао је прво нуклеофилни супституцију хлора флуором у бензоил хлориду. Радикалну халодекарбоксилацију алифатичних карбоксилних киселина први је демонстрирао Бородин током 1861. године својом синтезом метил бромида из сребро ацетата. Међутим, Хајнц Хансдикер и његова супруга Клара развили су Бородинов рад у општи метод, за који су добили амерички патент током 1939. године, и који су објавили у часопису Chemische Berichte током 1942. године. Метода је генерално позната као Хансдикерова реакција или Хансдикер-Бородинова реакција.
Током 1862. Бородин се вратио на Медицинско-хируршку академију (данас ВМА Киров) и прихватио звање професора хемије. Он је радио на самокондензацији алдехида мале величине у процесу који је сада познат као алдолна реакција, чије се откриће заједнички приписују Бородину и Чарлс Адолф Вирцу. Бородин је истраживао кондензацију валеријанског алдехида и енант алдехида, о чему је известио фон Рихтер током 1869. године. Током 1873. године описао је свој рад Руском хемијском друштву и приметио сличности са једињењима о којима је недавно објавио Вурц.

### Бородин као композитор
Светску славу Бородин је постигао својим композиторским радом. До данас остаје загонетка како је стизао да се бави музиком поред свог обимног академског рада. Током 1864. упознао се са Милиј Балакирјевом, и преко њега упознао Цезара Кјуја, Модеста Мусоргског и Николаја Римски-Корсакова. На овај начин је створена руска романтичарско музичка елита, касније названа „Моћна петорица“.
Године 1869, изведена је Бородинова прва симфонија. Дириговао је Балакирјев. Исте године Бородин је почео да компонује своју херојску оперу „Кнез Игор“, у којој су чувене „Половецке игре“. Ово дело, које се најчешће сматра његовим најзначајнијим, није стигао да заврши. Оперу је касније довршио и оркестрирао Александар Глазунов и Николај Римски-Корсаков. Недовршена је остала и трећа симфонија, коју је довршио Глазунов.
Премијера његове друге симфоније је протекла незапажено, док Франц Лист није 1880. организовао поновно извођење у Немачкој. Тада је Бородин постао познат изван Русије.
Бородин је за музику говорио да је: „Разонода, одмор од озбиљнијих послова“, при чему је мислио на свој научни рад.
Његова музика је касније прилагођена за мјузикл у САД. Изводили су је, између осталих, Тони Бенет и Бинг Крозби.

## Дела
- Симфонија Es-Dur (1.)
- Симфонија H-Moll (2.)
- недовршена 3. симфонија
- Симфонијска поема „У степама средње Азије“
- Опера „Кнез Игор“ (алтернативно име „Принц Игор“) (1887)
- Гудачки квартети
- Песме